# Mattenkapittel
Het Mattenkapittel was een belangrijk generaal kapittel of algemene vergadering van de franciscanen. Het werd op Pinksteren 1221 door Franciscus van Assisi bijeengeroepen in Portiuncula en werd waarschijnlijk voorgezeten door kardinaal Hugolinus (de latere paus Gregorius IX). Volgens Jordanus van Giano waren er 3000 aanwezigen (Thomas van Eccleston spreekt van 5000 deelnemers, maar vermoedelijk is dat een middeleeuwse overdrijving). Omdat er niet genoeg slaapplaats was in de gebouwen, kampeerden de broeders op een buitenterrein en sliepen op tafels (tegen het vocht). Rieten matten dienden als zonnescherm, vandaar de naam mattenkapittel. (Een variant van dit verhaal beschrijft dat de broeders op matten op de grond sliepen.)

## Belang
Franciscus preekte op het kapittel en er werden belangrijke beslissingen genomen voor de verdere uitbouw en organisatie van de orde:
- Zo stelde men vast dat de inplanting van de orde in Duitsland nog niet was gelukt. Daarom werd beslist om een nieuwe missie naar Duitsland te sturen. Caesarius van Spiers werd aangesteld als hoofd van de missie en als eerste provinciaal van Duitsland. Ook de schrijver Jordanus van Giano werd toen meegestuurd.
- Op het Mattenkapittel werd ook beslist de provincies op te delen in custodiën onder leiding van een custos.
- Tevens werd Elias van Cortona aangesteld als vicaris van Franciscus.

## Veralgemening van de term
Sinds dit kapittel is de term Mattenkapittel veralgemeend tot de naam van een algemeen kapittel van de franciscanen. De term wordt in verschillende talen gehanteerd.